# Курвіметр

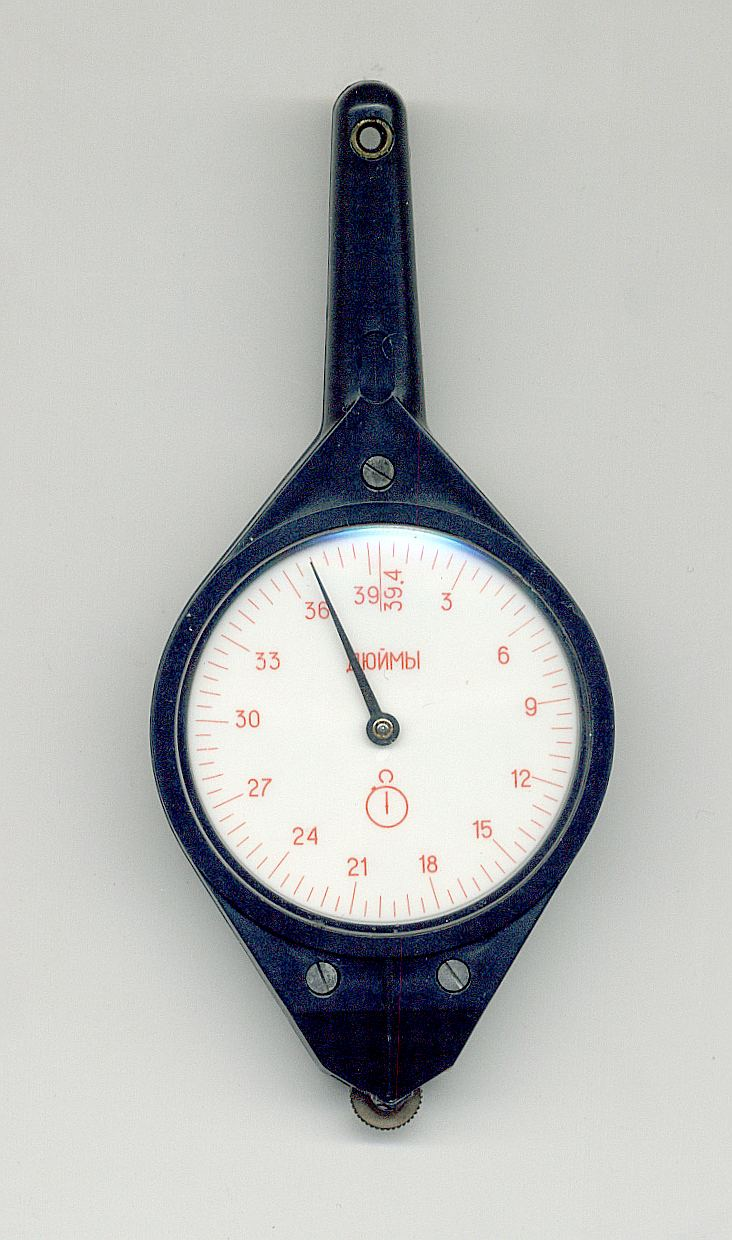
Курвіметр

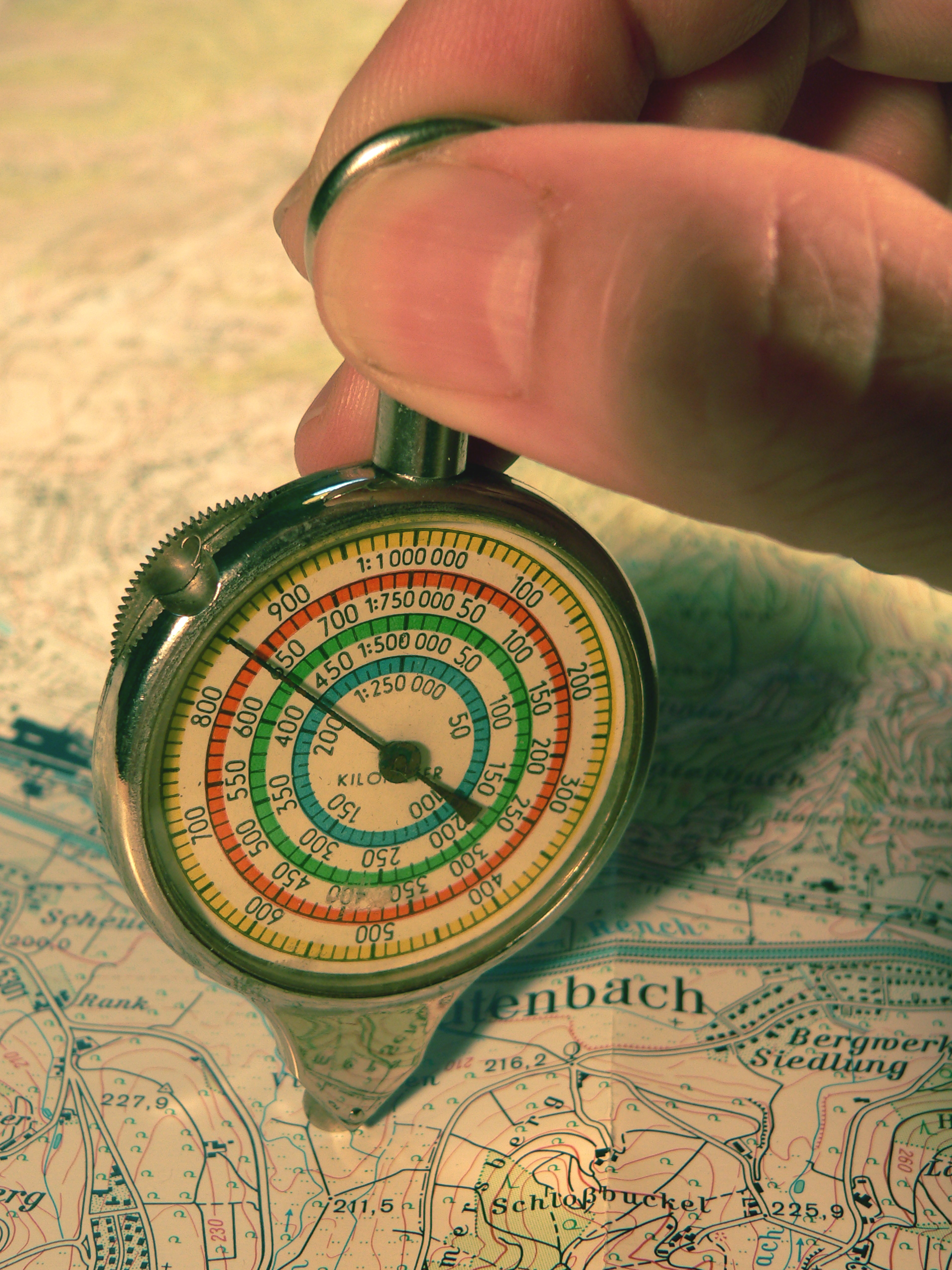
Курвіметр у роботі

Курвіметр  (від лат. curvus — зігнутий + грец. μέτρον — міра) — прилад для вимірювання довжин кривих ліній та розмірних одиниць на картах чи планах.
Довжину вимірюваної лінії визначають як добуток показань курвіметра на знаменник масштабу. Справність курвіметра перевіряється виміром на площині ліній відомої довжини.

## Опис
Простий курвіметр складається з зубчастого колеса з відомою довжиною кола на ручці. Для роботи курвіметр ставлять коліщатком на вимірювану криву, проводять ним по всій її довжині та рахують кількість зубців, що проходять повз мітку на ручці. Довжину кривої визначають так:
довжина кривої = довжина кола коліщатка × кількість порахованих зубців на колесі.
Прилад найчастіше використовують для вимірювання довжини доріг, рік та інших непрямих ліній на географічних картах.